# Sulfenové kyseliny

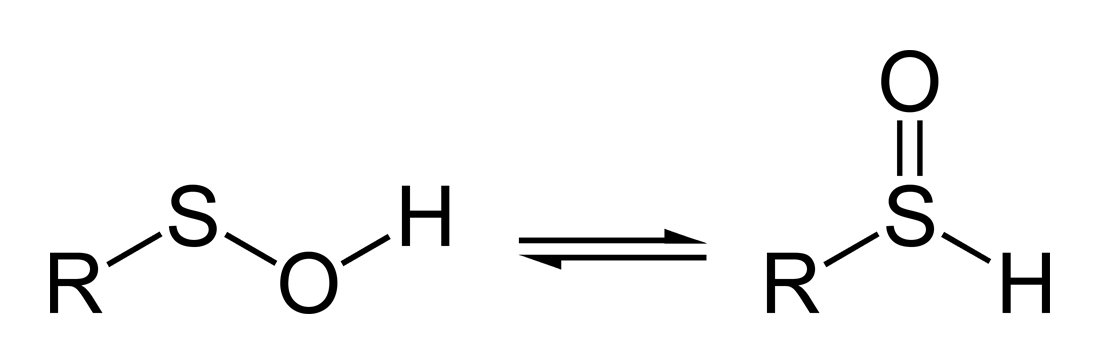
Přestože by sulfenové kyseliny měly vytvářet tautomery, spektroskopická měření a teoretické studie naznačují, že se téměř výhradně vyskytují struktury odpovídající vzorci vlevo.

Sulfenové kyseliny jsou organosirné sloučeniny odpovídající vzorci R-S-OH. Jsou první úrovní řady organosirných oxokyselin, kam patří též sulfinové kyseliny (R−S(=O)OH) a sulfonové kyseliny (R−S(=O)2OH). Základní sloučeninou této řady, pro R = H, je thioperoxid vodíku.

## Vlastnosti
Oproti sulfinovým a sulfonovým jsou jednoduché sulfenové kyseliny, například kyselina methansulfenová, CH3SOH, vysoce reaktivní a nelze je izolovat v roztocích; v plynném skupenství je poločas rozkladu kyseliny methansulfenové okolo jedné minuty. Plynná kyselina methansulfenová má, jak bylo zjištěno mikrovlnnou spektroskopií, strukturu CH3–S–O–H.
Sulfenové kyseliny mohou být stabilizovány sterickými efekty, které brání jejich autokondenzacím za tvorby thiosulfinátů, RS(O)SR. Struktura těchto stabilizovaných sulfenových kyselin odpovídá vzorci R–S–O–H.
Stabilní kyselina triptycen-1-sulfenová má pKa 12,5 a disociační energie vazby O–H je 301 ± 1 kJ/mol; u (valenčně) isoelektronického hydroperoxidu (ROOH) je pKa větší než 14 a disociační energie vazby O–H činí přibližně 370 kJ/mol.

## Vznik a výskyt

### Peroxiredoxiny
Peroxiredoxiny jsou enzymy, které detoxikují peroxidy; přeměňují přitom cysteinové zbytky na sulfenové kyseliny, které se poté reakcemi s dalšími cysteiny mění na disulfidy.

### Česnek a cibule
Sulfenové kyseliny se také vytváří při enzymatickém rozkladu aliinu a podobných sloučenin po poškození buněk česneku a cibule. Kyselina propen-1-sulfenová, vznikající při krájení cibule, se rychle přeměňuje na syn-propanthial-S-oxid.
Kyselina propen-2-sulfenová, vzniklá z alicinu, je pravděpodobným původcem antioxidačních vlastností česneku.
Pomocí hmotnostní spektrometrie bylo zjištěno, že poločas rozkladu kyseliny 2-propensulfenové je kratší než 1 sekunda.
Farmakologická aktivita některých léčiv, jako jsou omeprazol, esomeprazol, tiklopidin, klopidogrel, a prasugrel se připisuje tvorbě sulfenových kyselin jako meziproduktů jejich metabolismu.
Oxidace cysteinových zbytků v bílkovinách, vytvářející příslušné sulfenové kyseliny, jsou důležité pro redoxně řízené signální transdukce.
Sulfenenové kyseliny jsou jedněmi z produktů reakcí probíhajících při rozkrojení cibule. Slzné žlázy jsou drážděny konečným produktem těchto reakcí, syn-propanthial-S-oxidem.

### Chemické vlastnosti

Dioktadecyl-3,3'-thiodipropanoát (používaný jako stabilizátor polymerů) se oxidací na sulfoxid a následnou Ei eliminací mění na sulfenovou kyselinu.

Sulfoxidy mohou po zahřátí procházet Ei eliminacemi za vzniku vinylalkenů a sulfenových kyselin:
{\displaystyle {\ce {R-S(O)CH2CH2-R' -> R-SOH + CH2=CH-R'}}}
Sloučeniny vstupující do takovýchto reakcí se používají jako stabilizátory polymerů, kde brání jejich poškozování dlouhodobým působením vyšších teplot; nejčastěji se používají thiodipropionátové estery.
Sulfenátové ligandy lze nalézt na aktivních místech nitrilhydratáz. Skupina S=O slouží jako nukleofil, který atakuje nitril.

## Další sulfenylové sloučeniny

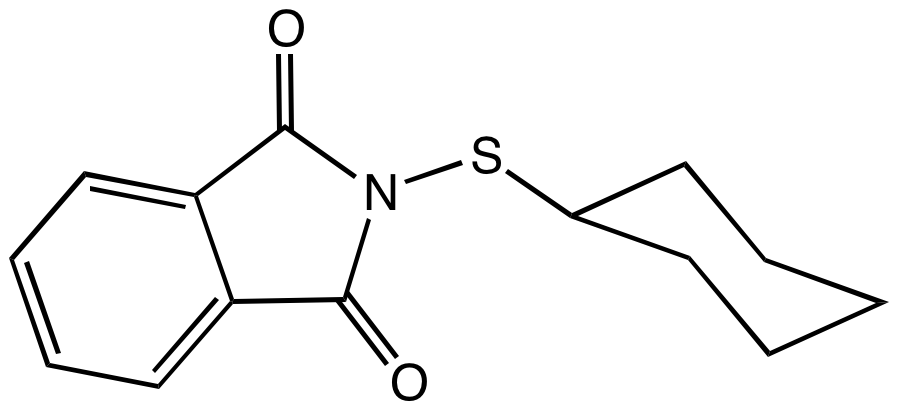
Cyklohexylthioftalimid, příklad sulfenamidu

Skupina RS (R ≠ H) se označuje názvoslovnou předponou sulfenyl; příkladem sloučeniny může být methansulfenylchlorid, CH3SCl.
Sulfenátové estery, RSOR, vznikají reakcemi sulfenylchloridů s alkoholy.
Sulfenátové estery jsou meziprodukty Mislowových-Evansových přesmyků allylsulfoxidů. Jsou také popsány sulfenamidy, RSNR′2.